# Zifferblatt

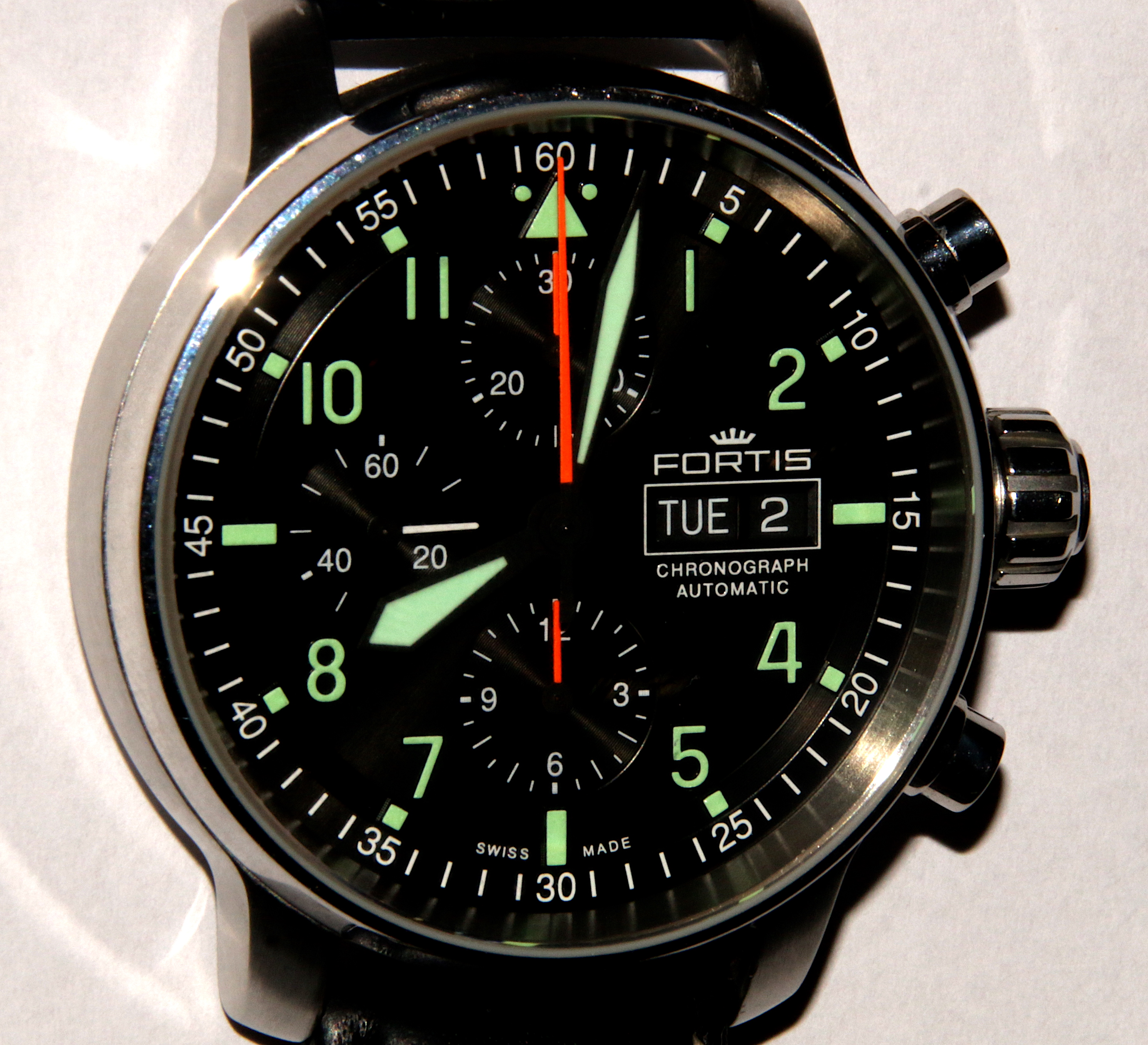
Zifferblatt einer Fortis Fliegeruhr

Ein Zifferblatt oder auch Ziffernblatt dient bei analogen, insbesondere mechanischen Uhren, aber auch bei Zeigermessgeräten wie z. B. Messuhren, als Hilfe beim Ablesen von durch Zeiger angegebenen Werten.
Zur Anzeige der Uhrzeit ist das Zifferblatt in gleichmäßige Abschnitte unterteilt. Üblicherweise wird zur Anzeige der Stunden das Blatt zwölfmal, zur Anzeige der Minuten und Sekunden 60-mal unterteilt. Zur Darstellung der Einteilung werden auf das Zifferblatt Indizes (im Singular Index, umgangssprachlich im Plural auch Indexe) oder Zahlen bzw. Ziffern aufgesetzt, 1 bis 12 für die Stunden, 0 bis 60, oft in 5er- oder 10er-Schritten, für die Minuten und Sekunden. Der Aufbau des Zifferblatts ist an den Lauf der Sonne angelehnt, den sie in der nördlichen Hemisphäre zu nehmen scheint: Beim Blick nach Süden geht sie links (im Osten) auf, steht Mittags am höchsten und geht rechts (im Westen) unter. Dies erklärt den Zahlenverlauf im Uhrzeigersinn und dass die 12 oben steht. Die Anzeige der Uhrzeit oder von Komplikationen auf einem Zifferblatt wird fachsprachlich als Indikation bezeichnet.

## Geschichte
Die Geschichte des heute bekannten Uhren-Zifferblatts beginnt mit der Entwicklung der Räderuhr um 1300.
Frühe Zifferblätter haben oftmals nur eine Einteilung in Stunden, oft unterbrochen durch eine Untereinteilung in Halb- oder Viertelstunden. Dies war der Genauigkeit des Uhrwerks geschuldet, die ersten Uhren hatten nur einen Stundenzeiger (sogenannte Ein-Zeiger-Uhr) wie die Turmuhr am Freiburger Münster. Frühe Turmuhren wie diejenige der Kathedrale von Salisbury besaßen kein Zifferblatt, sondern ein Schlagwerk mit Glocken zur akustischen Ankündigung der Uhrzeit.
Erst nach der Erfindung des Pendels als Gangregler im 17. Jahrhundert waren die Uhrwerke genau genug, so dass eine Unterteilung in Minuten erfolgen konnte.
Während der französischen Revolution wurden Zifferblätter nach dem republikanischen Kalender eingeteilt. Der Tag wurde in 10 Dezimalstunden, die Stunde in 100 Minuten, die Minute in 100 Sekunden eingeteilt. Die Dezimalzeit konnte sich aber in der Bevölkerung nicht durchsetzen und wurde 1795 wieder abgeschafft, während der Kalender noch bis zum 31. Dezember 1805 galt.

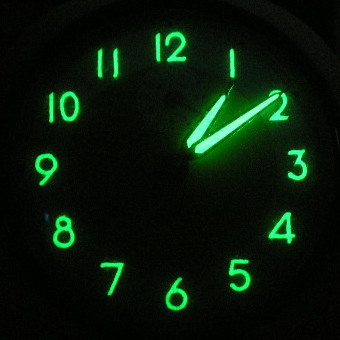
Leuchtziffern und -zeiger einer Uhr

Künstlerische Interpretationen wie Zifferblätter ohne Einteilungen oder ohne Ziffern sind üblich. In der Luftfahrt verwendet man bei den Fliegeruhren für eine verbesserte Lesbarkeit unter anderem vergrößerte Zifferblätter mit einer 24-Stunden-Teilung und oftmals auch Leuchtziffern in arabischen Ziffern (Numeralen) auf schwarzem Grund.
Der Ausschmückung des Zifferblatts sind kaum Grenzen gesetzt. Gelegentlich findet man Inschriften, die auf den Zeitablauf verweisen, z. B. Vulnerant omnes ultima necat (lat.; „Alle verwunden, die letzte tötet.“ – gemeint sind Stunden). Kunstvolle Verzierungen von Zifferblättern erreichten in der Barockzeit eine erste Blüte.
Die aufwändigsten Zifferblätter besitzen Uhren mit Grande Complication und die Astrolabien. Hierbei kommen Techniken wie Emaillierungen, Gravuren, Ziselierungen, Skelettierungen, Guillochierungen, Bemalungen (auch mit radioaktivem Material als Leuchtfarbe), Lackierungen, Drucke, Maki-e, Pietra dura, Cloisonné, gefasste Edelsteine oder applizierte 5-Minuten-Markierungen aus verschiedenen Metallen zur Anwendung. Bei einem offenen Zifferblatt ist die Zahlendarstellung meistens auf einen äußeren Ring reduziert, um das Uhrwerk und seine Finissage zu zeigen, wie z. B. bei der Marie-Antoinette von Abraham Louis Breguet. Bei einer Skelettuhr reduziert sich das Zifferblatt auf applizierte Indizes oder wird ganz weggelassen, um einen uneingeschränkten Blick auf das Uhrwerk zu ermöglichen.
Das größte Turmzifferblatt Europas befindet sich am Kirchturm der St.-Peter-Kirche in Zürich, der äußere Durchmesser beträgt 8,64 Meter. Die größten Zifferblätter der Welt befinden sich in den 2012 errichteten Abraj Al Bait Towers in Mekka. Die vier Zifferblätter zeigen in die vier Haupthimmelsrichtungen und haben jeweils einen Durchmesser von 43 Metern.
Gelegentlich sind auf Zifferblättern weitere Skalierungen angebracht, z. B. für Tachymeter oder Pulsometer.
In manchen Gegenden Süddeutschlands und Österreichs, aber gelegentlich auch in den Niederlanden war es üblich, am Orgelgehäuse ein Zifferblatt anzubringen, z. B. an der Christian Vater-Orgel (1726) in der Oude Kerk in Amsterdam oder der Freisinger Daniel Hayl d. J.-Orgel (1624).
Die Zifferblätter der Bahnhofsuhren in Deutschland erhielten ab 1927 einen zusätzlichen Ziffernring mit den Zeiten von 13 bis 24 Uhr. Auch die dienstlich verwendeten Taschenuhren der Eisenbahner erhielten diese zusätzlichen Ziffern.
Das deutsche Wort „Zifferblatt“ hat als Lehnwort Eingang in die russische, bulgarische und ukrainische Sprache gefunden (Циферблат).

## Darstellung von IIII oder IV

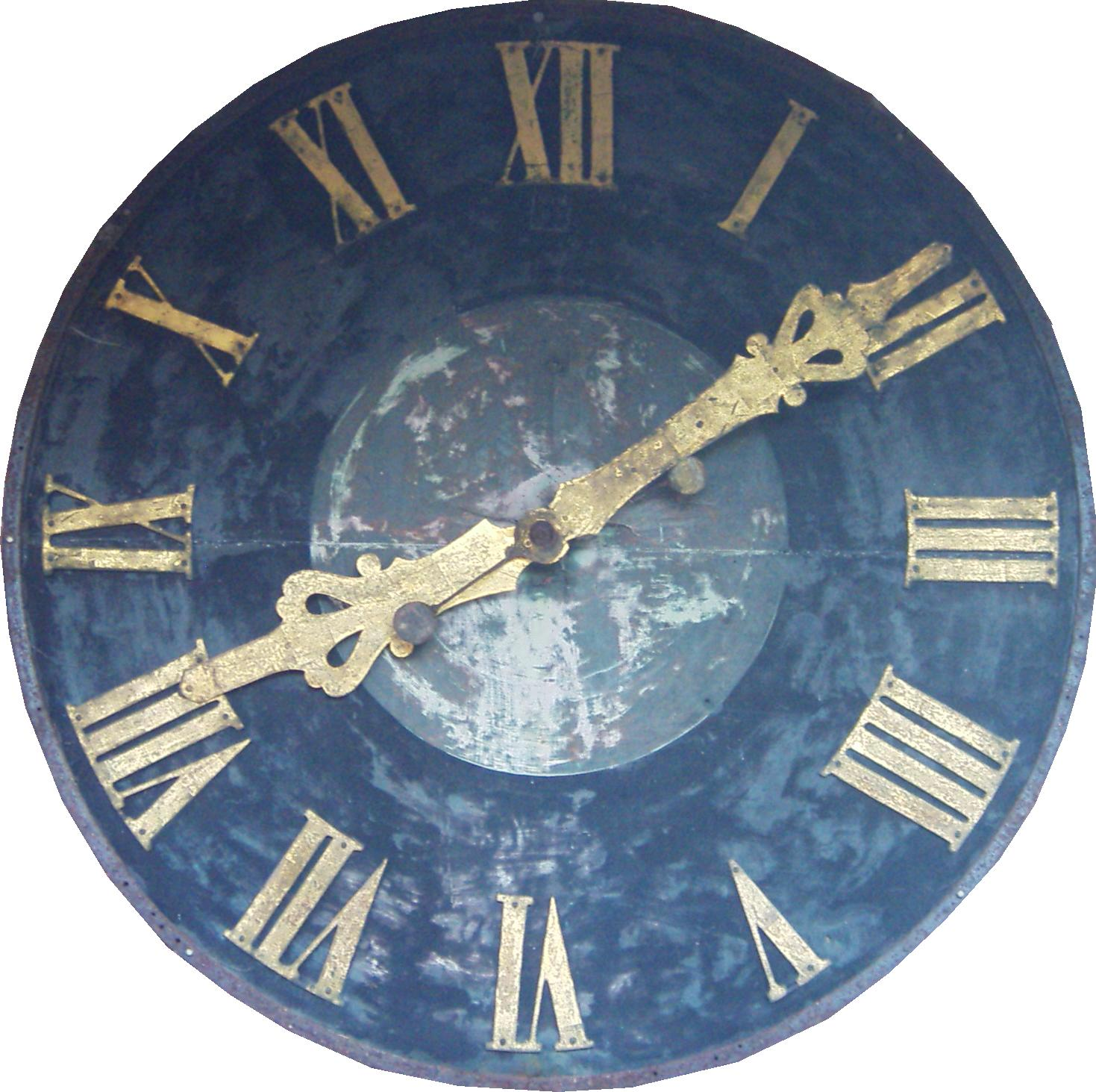
Zifferblatt an der St.-Anna-Kirche, Neuenkirchen

Zur Darstellung der Ziffer 4 als IIII statt IV in römischer Zahlschrift auf Zifferblättern, obwohl die 9 als IX dargestellt wird, gibt es mehrere Theorien:
- Das Jupiter-Argument: Eine Begründung hierfür ist, dass IV die Abkürzung für den römischen Gott Jupiter (IVPITER) ist.[8][9] Hiergegen spricht, dass Jupiter nach dem Ende des römischen Reiches kaum noch verehrt wurde und die Subtraktionsschreibweise sich erst im Mittelalter durchsetzte, auch ist sie in der Epigraphik unüblich.
- Das Traditionsargument: Viele Uhren verwenden IIII, weil es der Darstellung auf einigen der ältesten erhaltenen Uhren entspricht. Die Uhr der Kathedrale von Wells wurde zwischen 1386 und 1392 gebaut. Sie verwendete die IIII, weil die Subtraktionsschreibweise erst im späten Mittelalter konsequent gebraucht wurde und in zeitgenössischen Manuskripten meistens IIII oder IIIJ verwendet wurde. Diese Uhren besitzen ein asymmetrisches Zifferblatt mit 24-Stunden-Einteilung.[10][11] Die Turmuhren des 14. Jahrhunderts besitzen jedoch unterschiedliche Darstellungen, die Kirchturmuhr von Ottery St Mary besitzt ein 24-Stunden-Zifferblatt mit IV und die von St Albans ein 12-stündiges Zifferblatt mit IIII.
- Das Sonnenkönigargument: Ludwig XIV., der König von Frankreich, bevorzugte IIII gegenüber IV, und wies seinen Uhrmacher an, Uhren mit IIII anstatt IV herzustellen.[12]
- Das Typographieargument: Da die IV und die VI nahe beieinander und auf dem Kopf stehen, wird zur Vermeidung der Verwechslung typographisch die IIII verwendet.
- Das Symmetrieargument: Die Verwendung der IIII erhöht die Symmetrie mit der VIII des Zifferblatts. Weiterhin bestehen die ersten vier Ziffern dann ausschließlich aus I, gefolgt von vier Ziffern mit V, gefolgt von vier Ziffern mit X, was die Symmetrie zusätzlich erhöht.
- Das Herstellungsargument: Bei der Verwendung der IIII benötigt man beim Gießen 20 I, 4 V und 4 X, während man mit IV 17 I, 5 V und 4 X benötigt. Da 20 ein ganzzahliges Vielfaches von 4 ist, benötigt man im ersten Fall nur eine Gussform mit 5 I, 1 V und 1 X, die dann viermal verwendet wird:[13] Das bedingt allerdings, dass die I auch einzeln angefertigt werden, was wiederum zu Mehraufwand bei der Montage führt.
  - V IIII IX
  - VI II IIX
  - VII III X
  - VIII I IX

## Galerie

verschiedene Zifferblätter
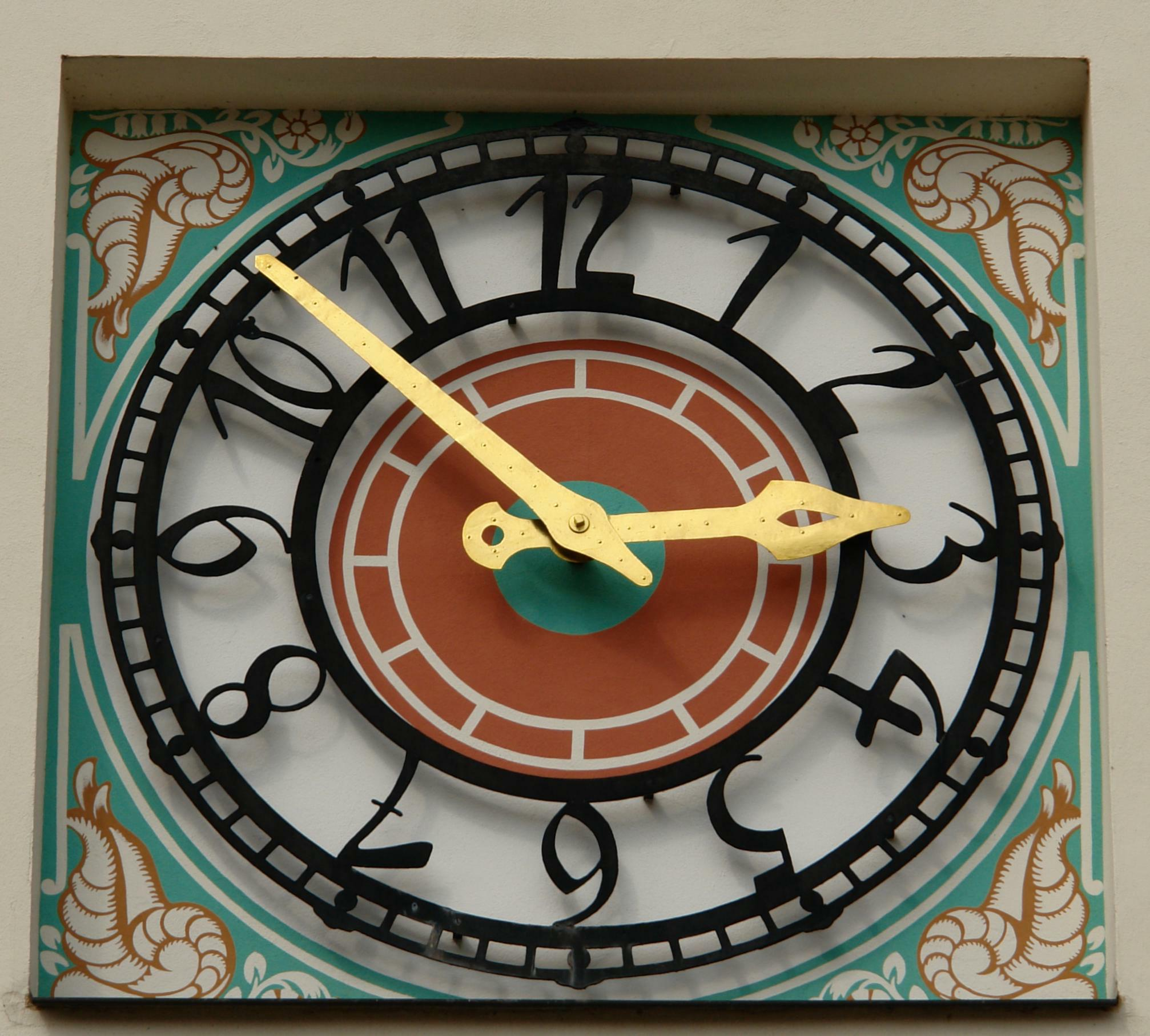
Uhr im Städtischen Vieh- und Schlachthof (Dresden)
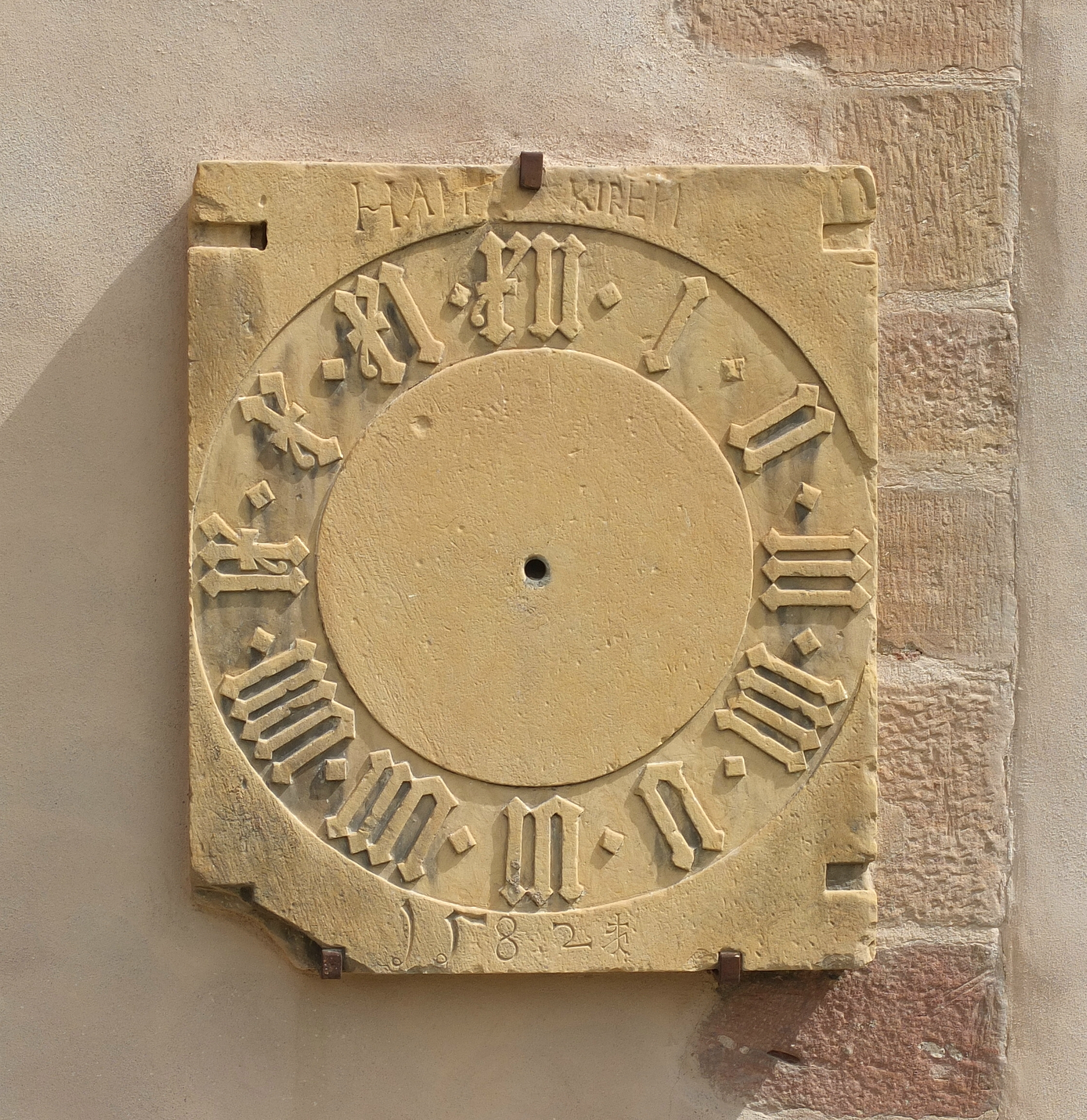
Steinernes Zifferblatt einer Turmuhr, Colmar
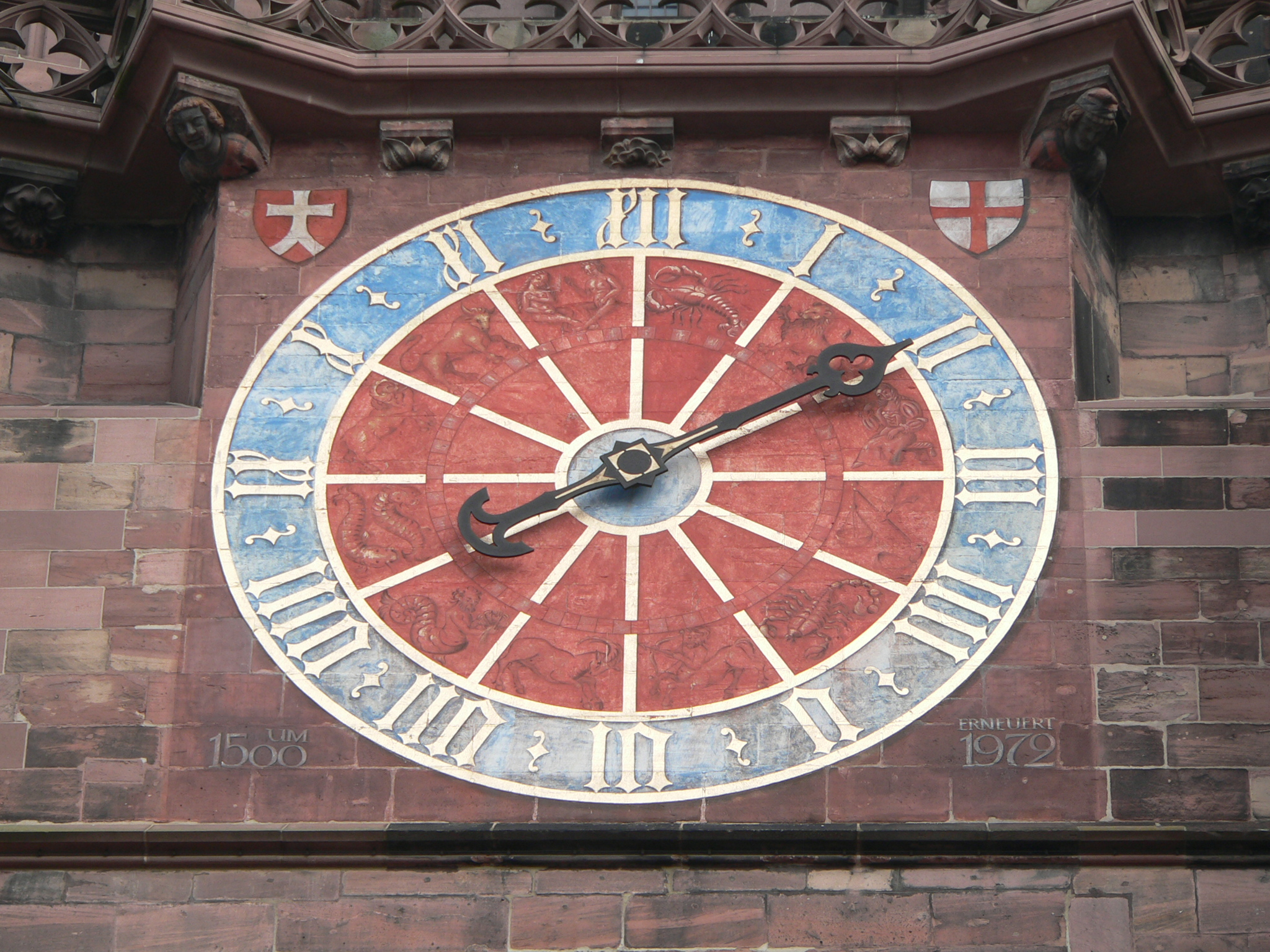
Einzeigeruhr am Freiburger Münster
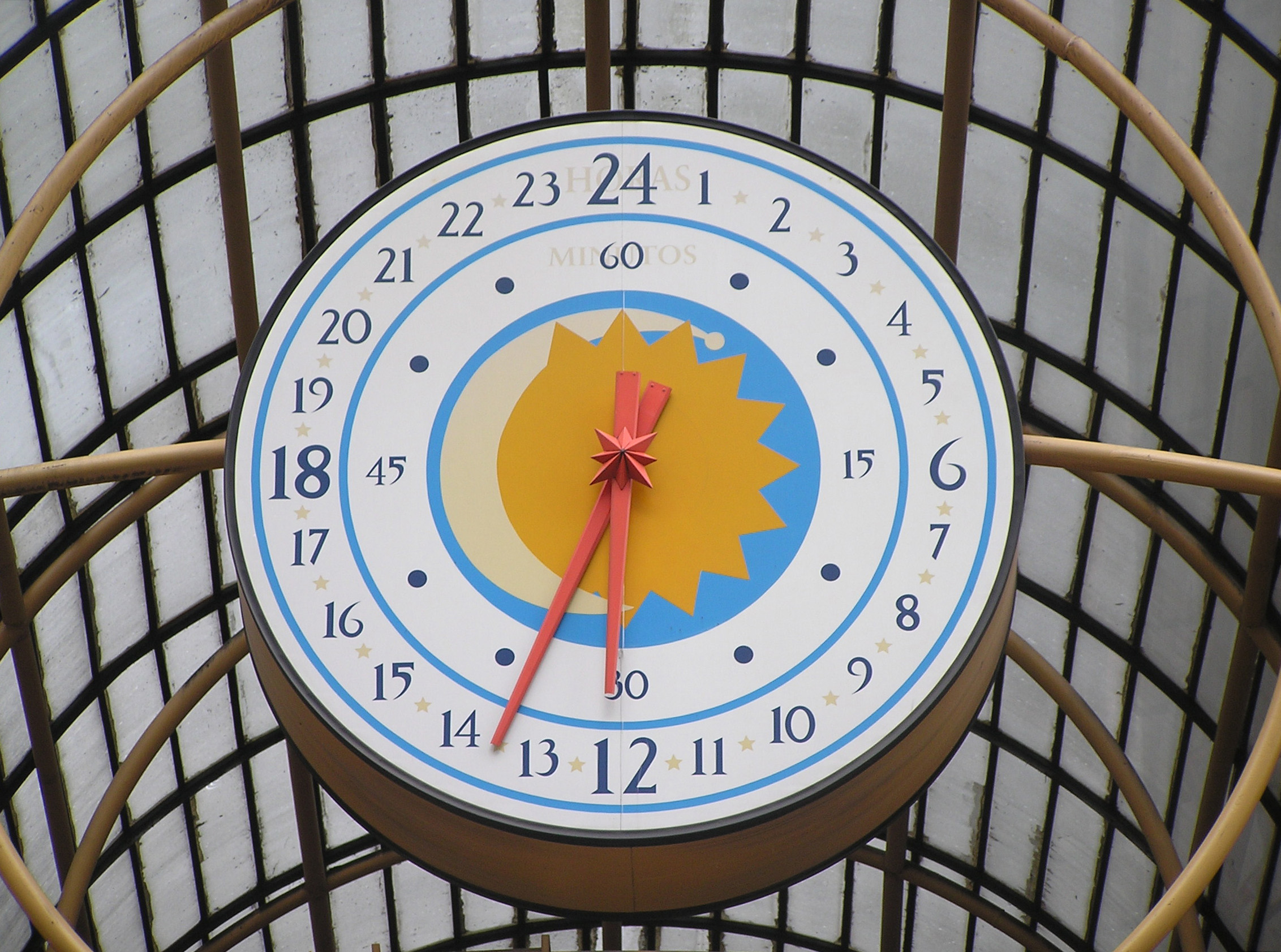
24-Stunden-Zifferblatt in Curitiba, Brasilien
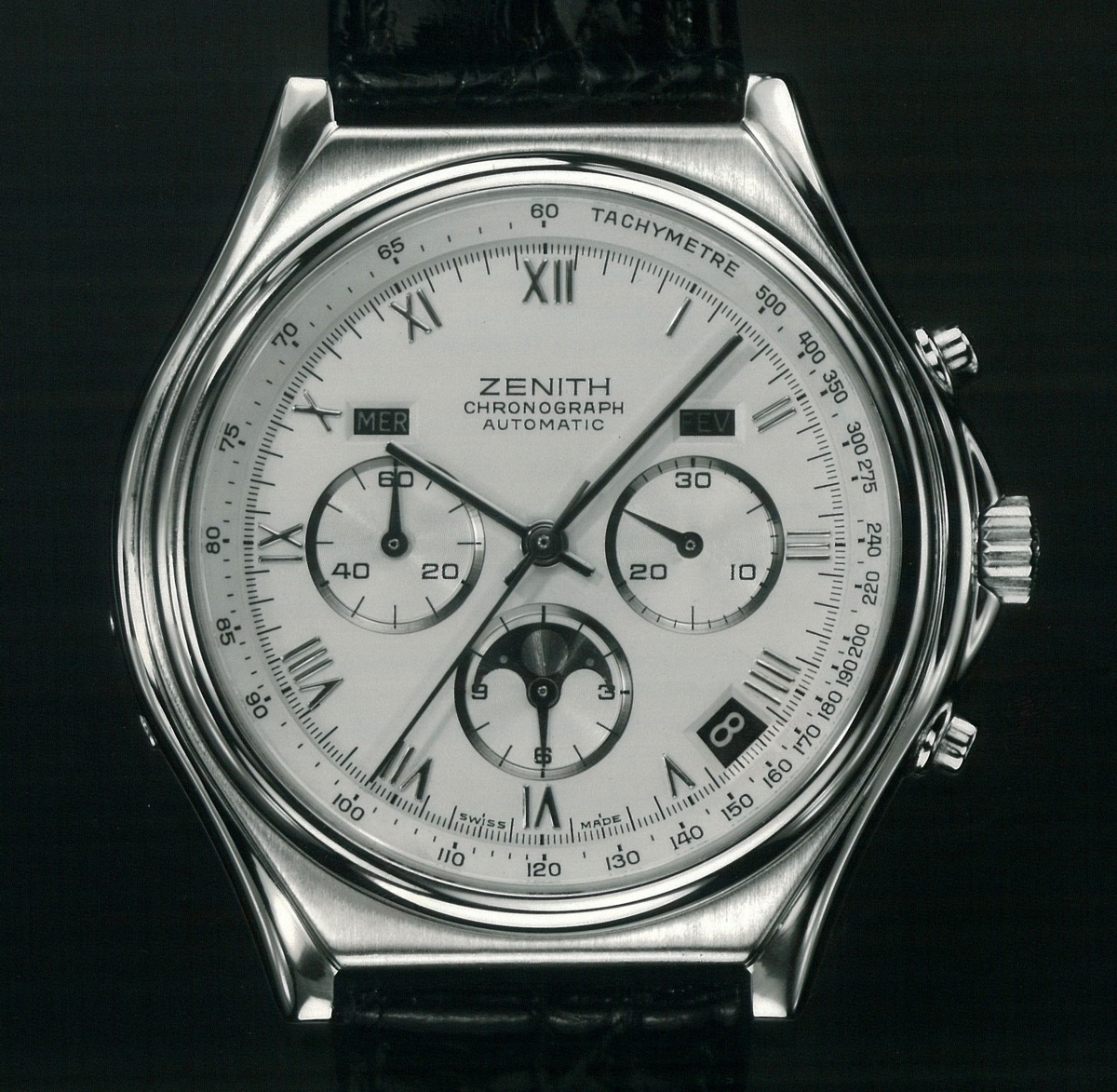
Zifferblatt einer Zenith El Primero mit Vollkalender
Taschenuhr-Zifferblatt ohne Indizes, Zenith-Movado ca. 1985
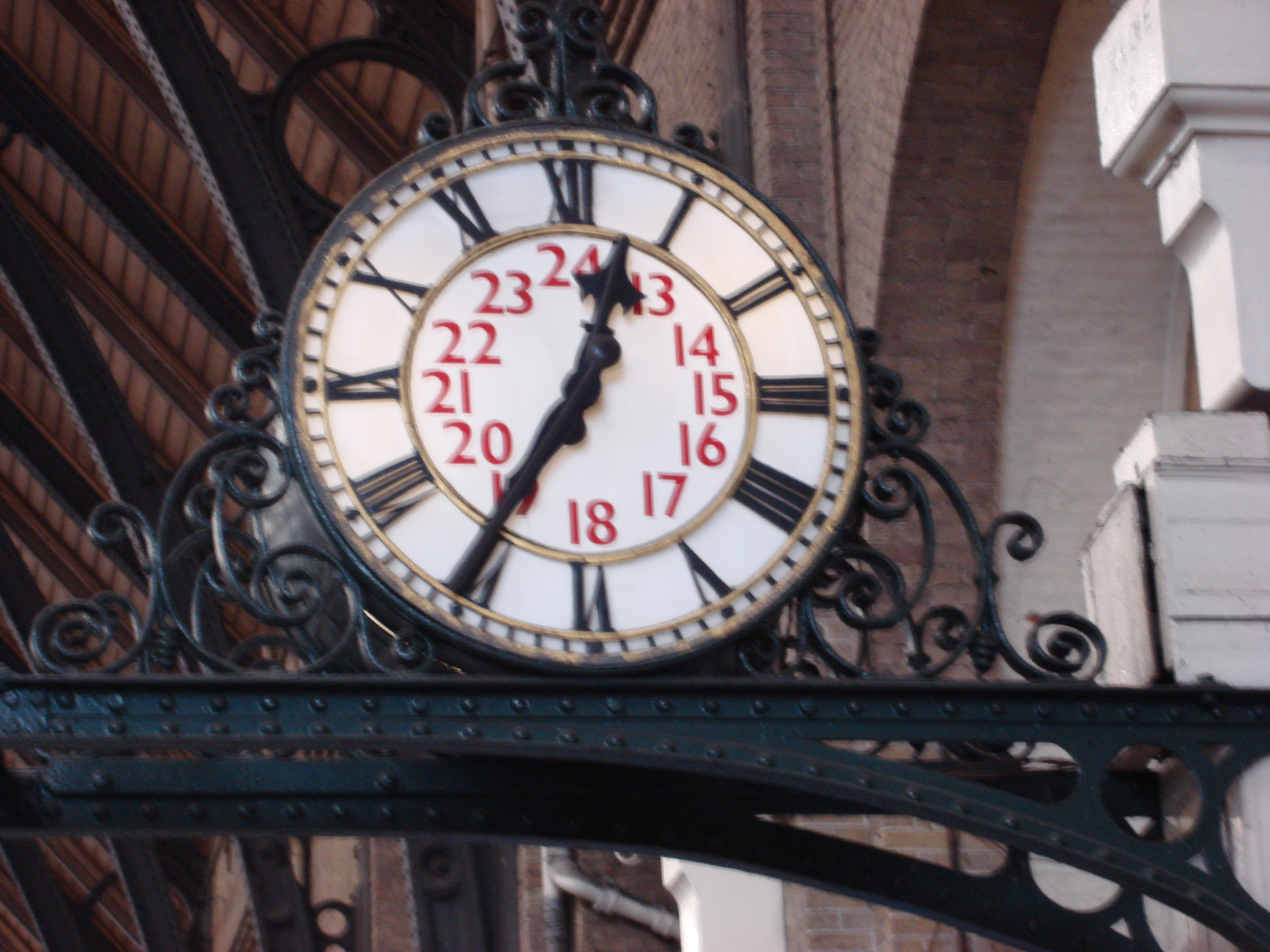
Bahnhofsuhr in Kings Cross, London
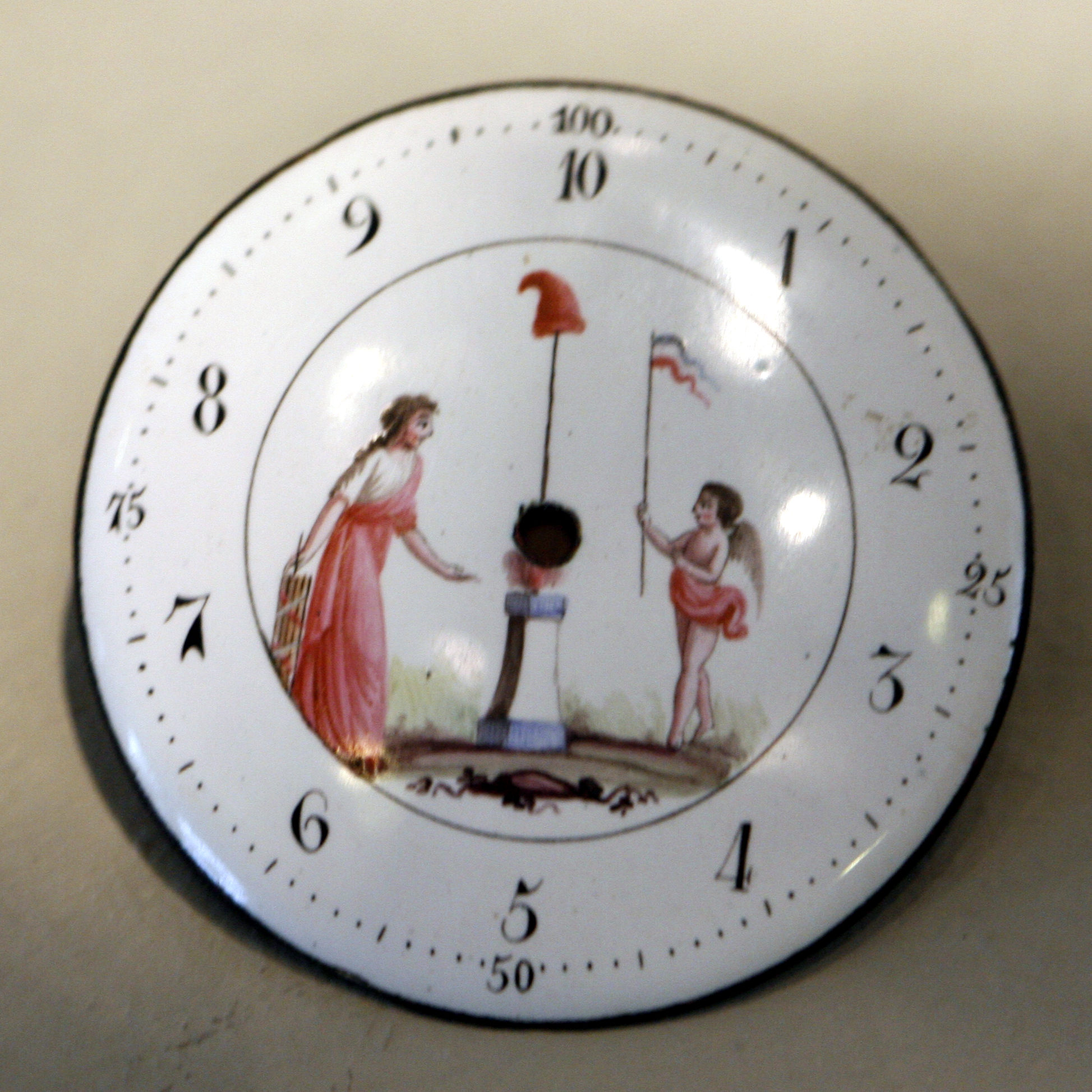
Französisches Dezimal-Zifferblatt
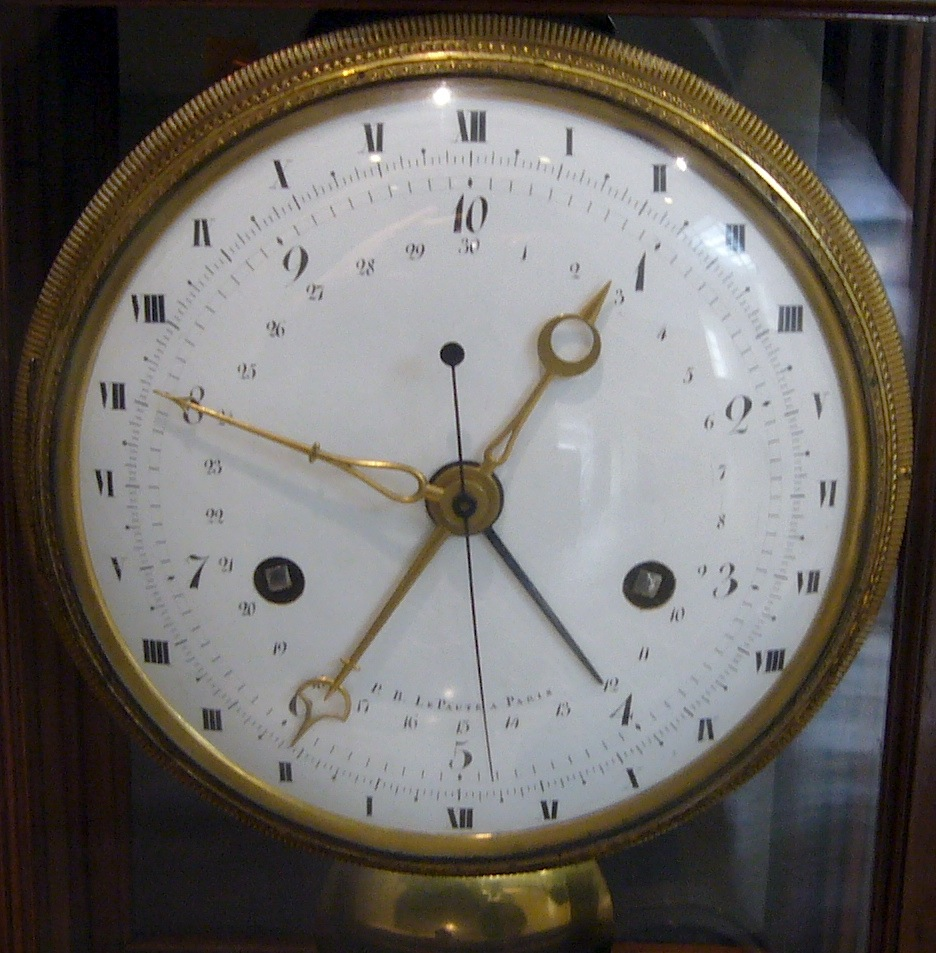
Französisches Dezimal-Zifferblatt mit zusätzlicher 12-Stunden-Einteilung
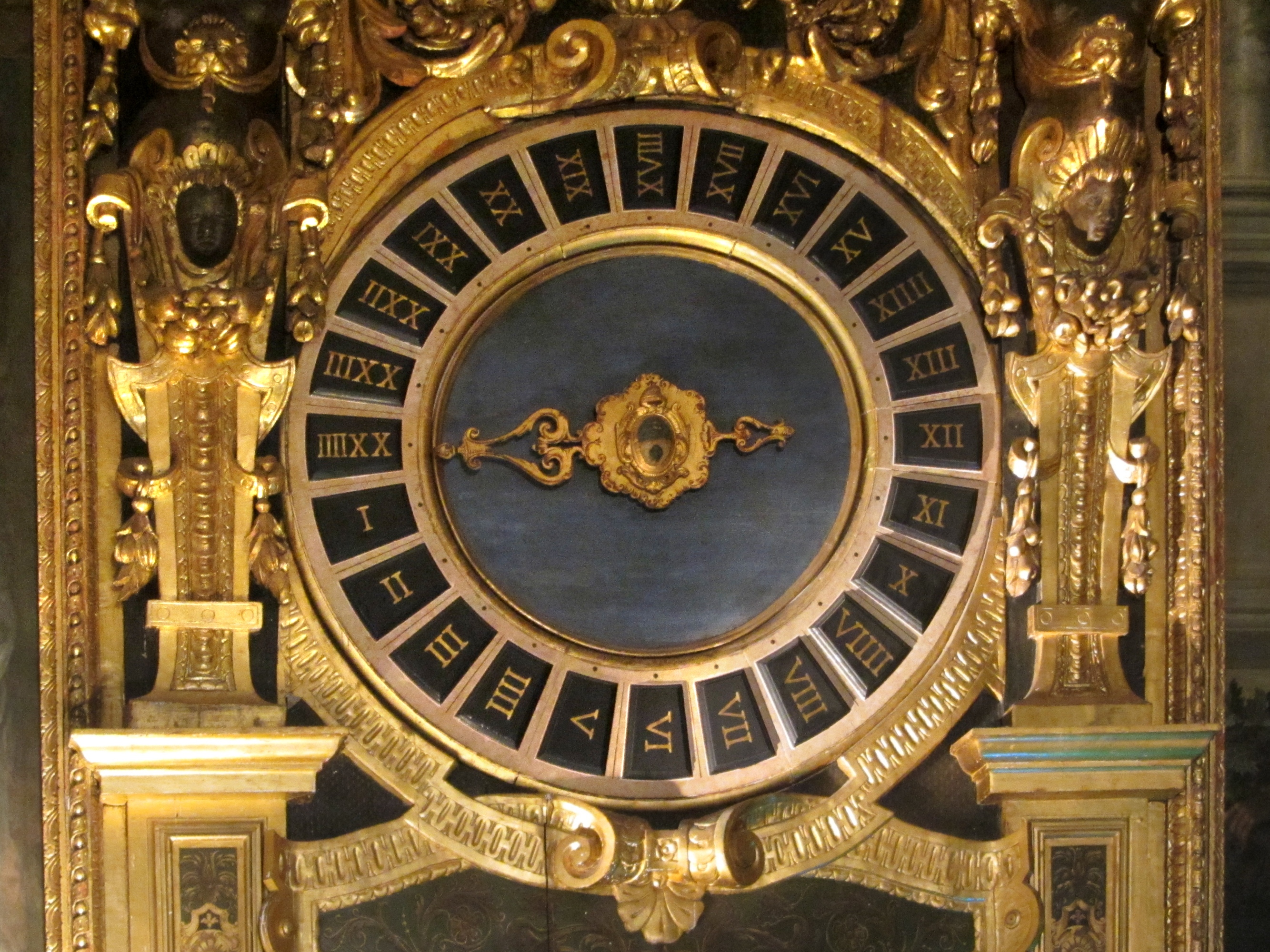
Uhr mit 24-Stunden-Teilung im Dogenpalast, Venedig
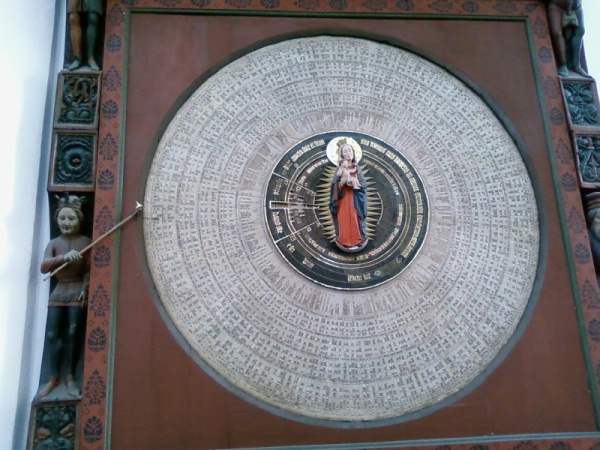
Rotierendes Zifferblatt, 15. Jh., Kirche St. Maria, Gdańsk, Polen
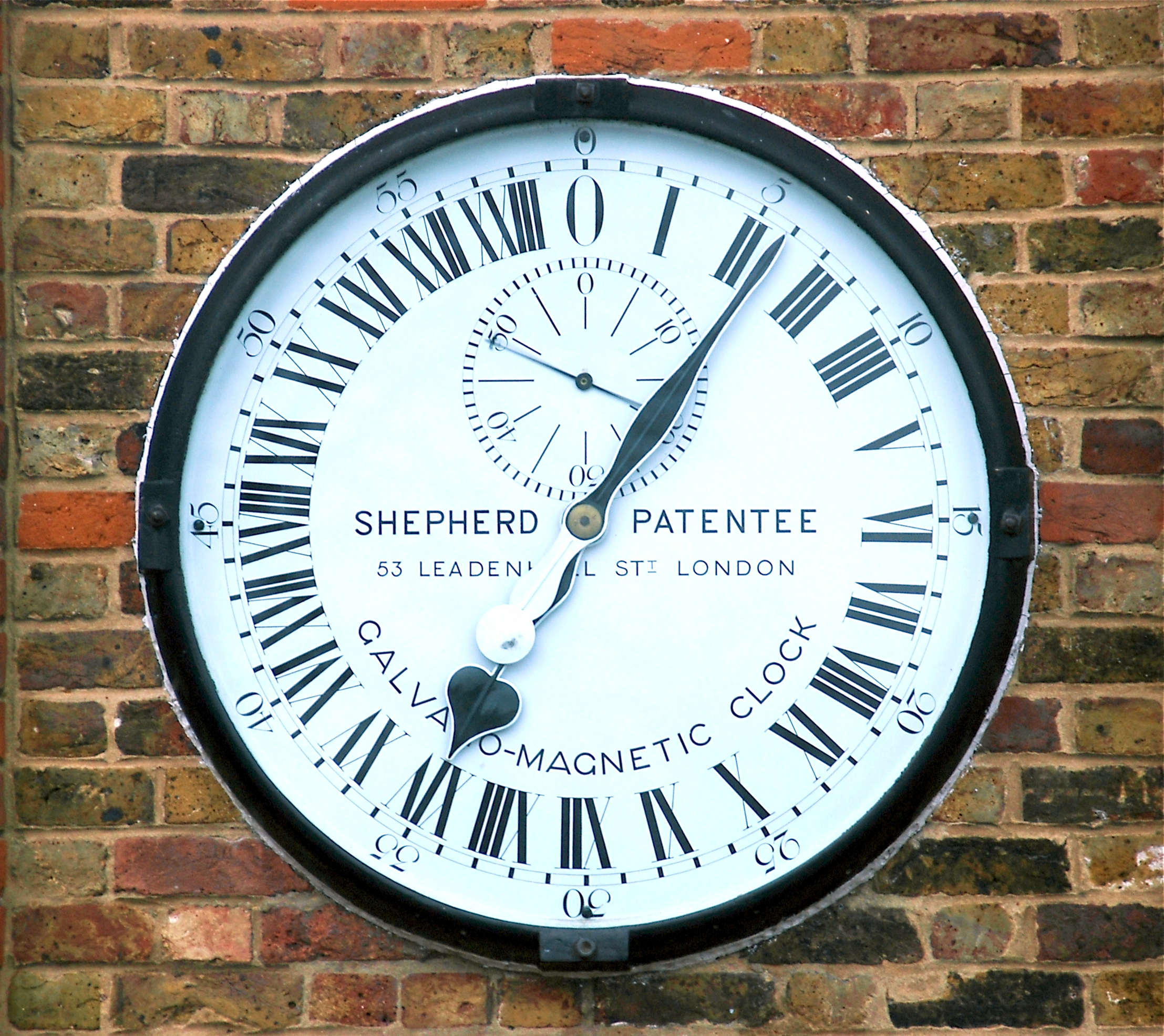
Shepherd gate clock am Royal Greenwich Observatory mit 24-Stunden-Einteilung
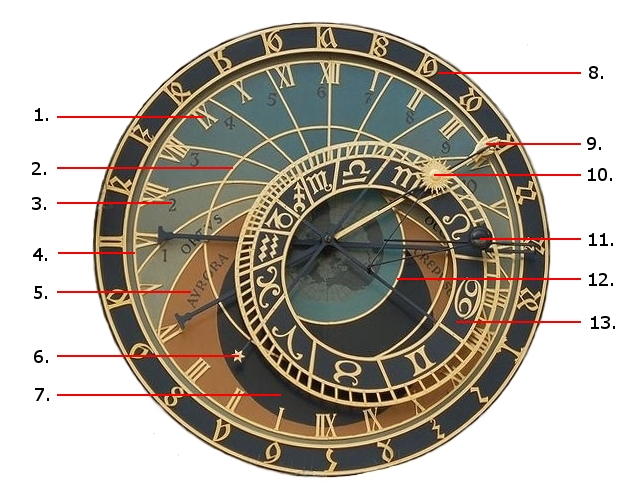
Astronomisches Zifferblatt der Prager Rathausuhr
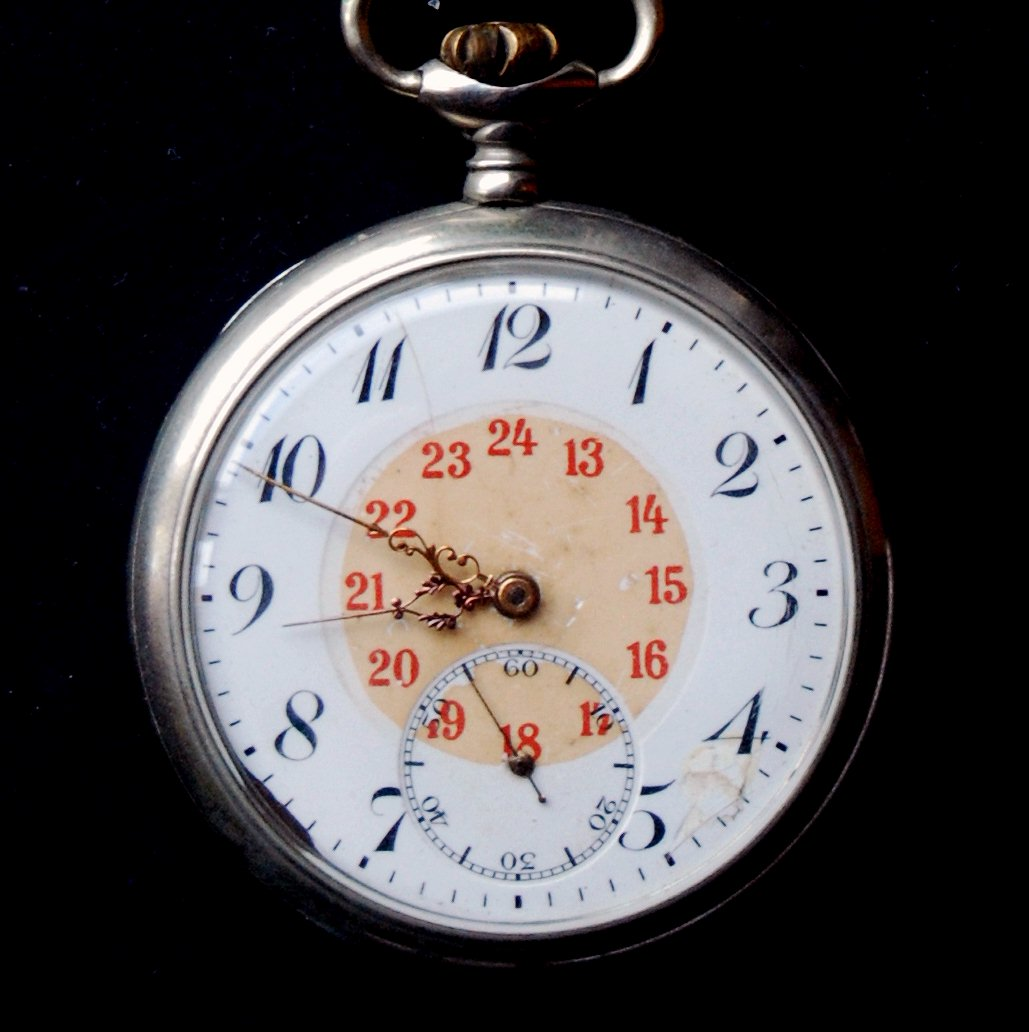
Eisenbahner-Taschenuhr mit 24-Stunden-Zifferblatt (ab 1927)
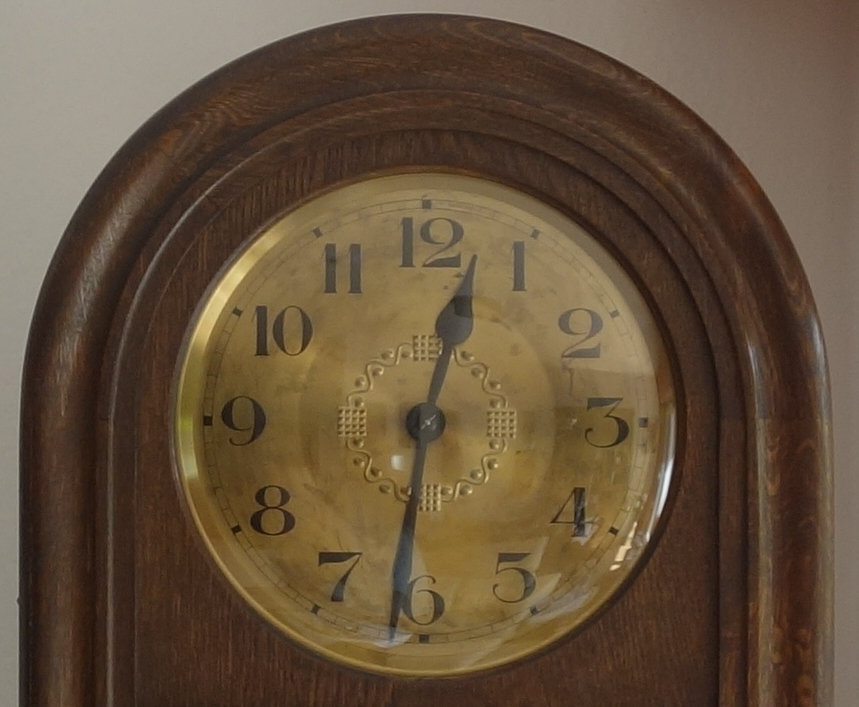
Zifferblatt einer Gustav-Becker-Standuhr (um 1910)
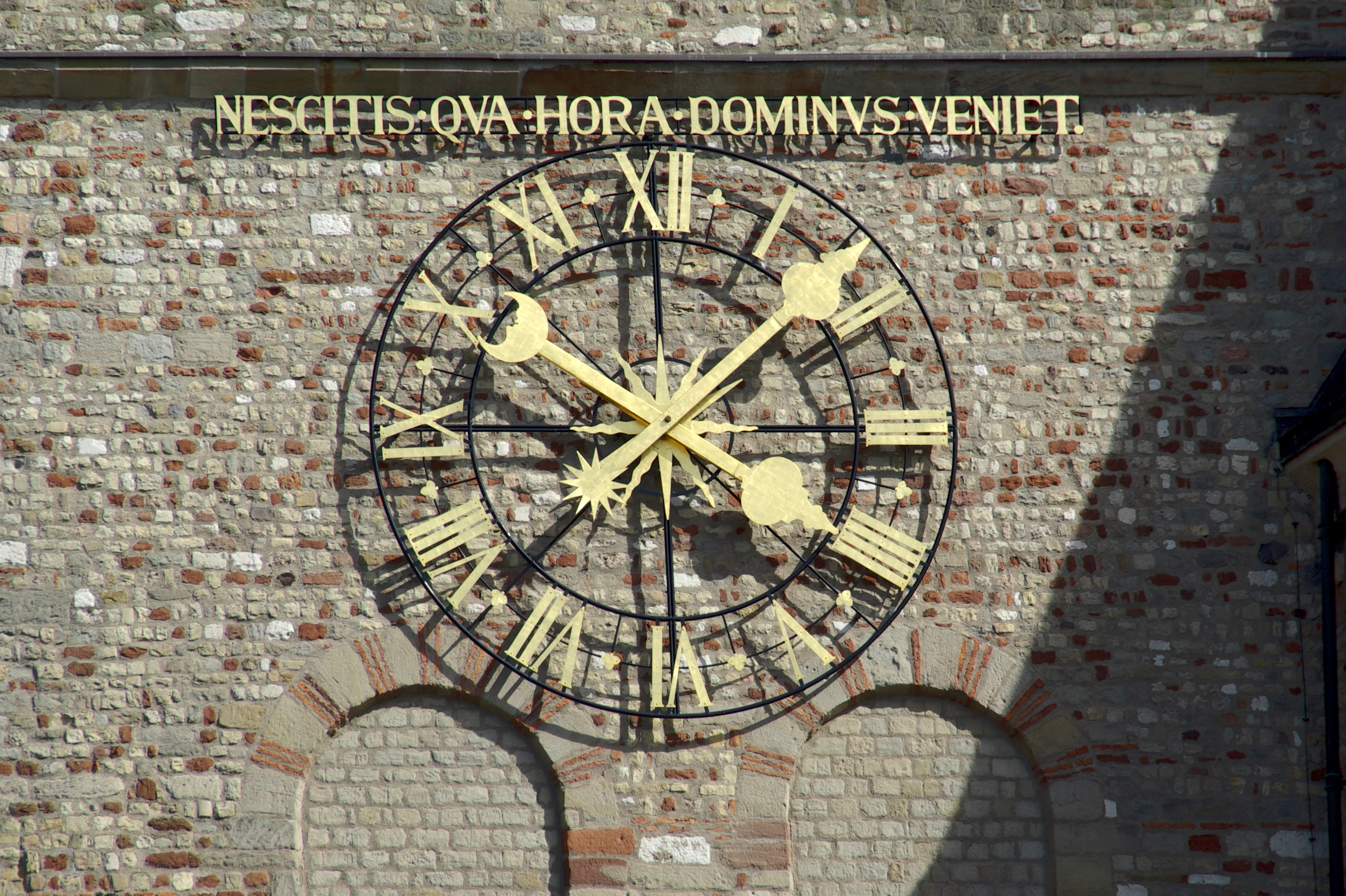
Römisches Zifferblatt Trierer Dom St. Petrus